# Taylor (Arizona)
Taylor és una població dels Estats Units a l'estat d'Arizona. Segons el cens del 2007 tenia 4.063 habitants.

## Demografia
Segons el cens del 2000, Taylor tenia 3.176 habitants, 946 habitatges, i 771 famílies La densitat de població era de 49,8 habitants/km².
Dels 946 habitatges en un 48,8% hi vivien nens de menys de 18 anys, en un 68,6% hi vivien parelles casades, en un 9,1% dones solteres, i en un 18,4% no eren unitats familiars. En el 16,9% dels habitatges hi vivien persones soles el 7,3% de les quals corresponia a persones de 65 anys o més que vivien soles. El nombre mitjà de persones vivint en cada habitatge era de 3,36 i el nombre mitjà de persones que vivien en cada família era de 3,81.
Per edats la població es repartia de la següent manera: un 40,1% tenia menys de 18 anys, un 9,2% entre 18 i 24, un 24,7% entre 25 i 44, un 17,7% de 45 a 60 i un 8,2% 65 anys o més.
L'edat mediana era de 26 anys. Per cada 100 dones de 18 o més anys hi havia 93 homes.
La renda mediana per habitatge era de 32.577 $ i la renda mediana per família de 36.518 $. Els homes tenien una renda mediana de 33.750 $ mentre que les dones 20.243 $. La renda per capita de la població era d'11.918 $. Aproximadament el 13,9% de les famílies i el 15% de la població estaven per davall del llindar de pobresa.

## Poblacions més properes
El següent diagrama mostra les poblacions més properes.